# Microsoft Space Simulator
Microsoft Space Simulator is een vluchtsimulatiespel uit 1994 dat zich afspeelt in het heelal. Het spel bevat concepten van astrodynamica en hemelmechanica. Daarnaast houdt het spel grotendeels rekening met de wetten van Newton, maar de concepten van tijddilatatie, atmosfeer en inslagdetectie ontbreekt. Het spel werd enkel uitgebracht voor MS-DOS.